# Aeroportul Grenchen
Aeroportul Grenchen (IATA: ZHI, ICAO: LSZG) este un aeroport din Cantonul Solothurn, Elveția ce deservește zona Grenchen⁠(d). A fost deschis în 1931 și numit după zona deservită.
Situat la o altitudine de 430,0728 m, aeroportul dispune de 4 piste.

## Infrastructură

### Piste
Aeroportul dispune de 4 piste: 
- pista 06/24 din asfalt, cu dimensiunile 1.000 m × 23 m
- pista 06L/24R din Iarbă, cu dimensiunile 390 m × 18 m
- pista 06R/24L din Iarbă, cu dimensiunile 700 m × 30 m
- pista 06/24 GLD din Iarbă, cu dimensiunile 700 m × 30 m